# Minidisc
Minidisc, zapis oficjalny MiniDisc (MD) – dyskowy nośnik danych cyfrowych, zwykle stosowany do zapisu dźwięku. Technologię MD zaprezentowała w 1991 roku firma Sony. W 1993 roku został zaprezentowany standard MD Data do przechowywania danych komputerowych, nie zyskał on jednak popularności. Od 2013 nie produkuje się nowych urządzeń korzystających z płyt MiniDisc.

## Własności fizyczne
Dysk zamontowany jest na stałe w kasetce z zasuwką, podobnie do 3,5-calowej dyskietki.
Płyty audio dostępne są w dwu wariantach: tłoczone (z gotowym programem) oraz zapisywalne. Tłoczone MD są zbliżone w budowie i zasadzie działania do tłoczonych płyt CD. Nagrywalne MD wykorzystują zapis magnetooptyczny i mogą być zapisywane wielokrotnie.

## Zapis dźwięku
Sygnał audio na MD jest skompresowany w formacie ATRAC, podczas gdy na płycie CD stosuje się 16-bitowy format PCM. O ile w początkach obecności MD na rynku jakość dźwięku była łatwa do odróżnienia od jakości CD, dzięki rozwojowi ATRAC dzisiaj różnicę tę jest bardzo trudno usłyszeć. Najnowsza wersja kodeku wprowadzona przez Sony to ATRAC S; Sharp i Panasonic stosują własne, jednak w pełni zgodne kodeki ATRAC.
Z czasem technologia MD została wzbogacona o dodatkowe formaty zapisu. Są one znane jako MDLP (MiniDisc Long Play) i wykorzystują nowy format zapisu ATRAC3. Do standardowego formatu o jakości CD, nazywanego teraz często SP, MDLP dodaje tryb LP2, umożliwiający na dwukrotne wydłużenie czasu zapisu (160 minut na 80-minutowej płycie) dźwięku o dobrej jakości, oraz LP4, o czterokrotnie dłuższym czasie zapisu (320 minut na 80-minutowej płycie) dźwięku o średniej jakości.
Przepływność (bitrate) w standardowym trybie SP wynosi 292 kbit/s i wykorzystuje pełne kodowanie stereo z oddzielnymi kanałami lewym i prawym. Dla ogromnej większości ludzi jakość dźwięku jest identyczna z jakością płyty CD. Tryb LP2 wykorzystuje bitrate 132 kbit/s, także z oddzielnymi kanałami stereo. Dla większości osób jakość dźwięku jest niemal identyczna z trybem SP. Ostatni tryb, LP4, wykorzystuje prędkość 66 kbit/s i kodowanie joint stereo. Jakość dźwięku jest zauważalnie gorsza niż w poprzednich dwu trybach, jest jednak wystarczająca do zapisu mowy lub do słuchania muzyki przez gorszej jakości słuchawki lub małe głośniki.